# Dejvid Ahmetović
Dejvid Ahmetović, slovenski hokejist; * 18. februar 1991.
Trenutno igra na položaju branilca za slovensko moštvo HDK Maribor.

## Kariera
Ahmetović je kariero začel v mladinski selekciji kluba HDK Maribor. 
Ahmetović je bil vpisan pod postavo slovenske reprezentance za Svetovno prvenstvo U18 2009, a nato ni dobil priložnosti.

## Pregled kariere
Odebeljeno - reprezentančni nastopi, glej tudi Statistika pri hokeju na ledu.
| Moštvo      | Liga                     | Sezona |    | Redni del | Redni del | Redni del | Redni del | Redni del | Redni del |   | Končnica | Končnica | Končnica | Končnica | Končnica | Končnica |
| ----------- | ------------------------ | ------ | -- | --------- | --------- | --------- | --------- | --------- | --------- | - | -------- | -------- | -------- | -------- | -------- | -------- |
| Moštvo      | Liga                     | Sezona | OT | G         | P         | T         | +/-       | KM        | OT        | G | P        | T        | +/-      | KM       |          |          |
| HDK Maribor | Slovenska mladinska liga | 05/06  |    |           |           |           |           |           |           |   |          |          |          |          |          |          |
| HDK Maribor | Slovenska mladinska liga | 06/07  |    | 1         | 0         | 0         | 0         |           | 4         |   |          |          |          |          |          |          |
| HDK Maribor | Slovenska liga           | 06/07  |    | 1         | 0         | 0         | 0         |           | 0         |   |          |          |          |          |          |          |
| HDK Maribor | Slovenska mladinska liga | 07/08  |    | 20        | 2         | 3         | 5         |           | 85        |   | 5        | 1        | 0        | 1        |          | 10       |
| HDK Maribor | Slovenska liga           | 07/08  |    | 16        | 0         | 0         | 0         |           | 2         |   | 3        | 0        | 0        | 0        |          | 0        |
| HDK Maribor | Slovenska mladinska liga | 08/09  |    | 25        | 3         | 6         | 9         |           | 42        |   | 5        | 1        | 1        | 2        |          | 8        |
| HDK Maribor | Slovenska liga           | 08/09  |    | 32        | 0         | 4         | 4         |           | 38        |   |          |          |          |          |          |          |
| Skupaj      |                          |        |    | 95        | 5         | 13        | 18        |           | 171       |   | 13       | 2        | 1        | 3        |          | 18       |